# Mariano José de Larra

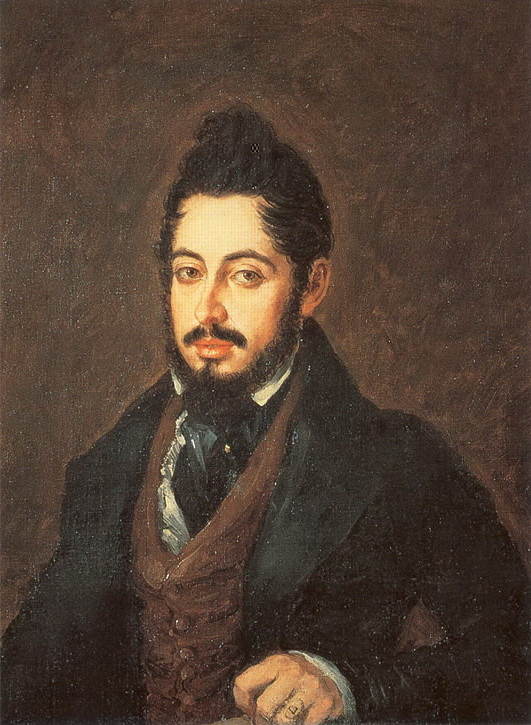
Mariano José de Larra.

Mariano José de Larra y Sánchez de Castro, pseudonymen Figaro, född den 24 mars 1809 i Madrid, död där den 13 februari 1837 (genom självmord), var en spansk författare och journalist. Han var far till Luis Mariano de Larra.
Larra sattes av fadern, som var militärläkare i franska hären, i skola i Paris, där Larra under fem års vistelse hann fullständigt glömma sitt modersmål. Larra studerade juridik i Valladolid och avslutade sina studier i Valencia, varefter han i Madrid ägnade sig uteslutande åt skriftställeri. Larra ingick tidigt äktenskap, som blev olyckligt, och hans kärleksförbindelse med en gift dam blev orsaken till hans självmord. Larra var en lysande begåvning, en humorist och satiriker av första rang, men på botten av hans själ ruvade ett dystert missmod. Lidelsefullt besjälad av rättvisa och patriotism, blev han i bästa mening populär, och hans rykte som en av 1800-talets mest berömda spanska författare är förtjänt. Hans litterära ståndpunkt är den franske nyromantikerns. Som romanförfattare och dramatiker är Larra mindre originell än som kritiker och sedeskildrare genom sina tidskriftsartiklar. Efter fleråriga resor inom Portugal, Frankrike, Belgien och England, där han mottogs entusiastiskt, började han nämligen utgivandet av en serie olika tidskrifter, som El duende satírico, El pobrecito hablador, Revista española med flera, vilka ofta censurerades på grund av skarpa angrepp mot de missbruk, som maktägande, präster eller andra tillät sig. Hans sarkasm var bitande, och hans burleska humor spred löje över personer i framskjuten ställning. Kort efter Ferdinand VII:s död utgav Larra Nadie pase sin hablar al portero, ett skarpt angrepp mot de styrandes rofferier och prästernas inflytande, varefter följde La planta nueva ó El faccioso och La junta de Castel-o-Branco, vidräkning med det absoluta regementet och satir över tidens missbruk. I Los Parateros utvecklar Larra fullt moderna principer i avseende på fångvård med mera, och i Descripción de la Peninsula gav han en god vägledning för kännedom om sitt land. Förutom ett stort antal översättningar från franska och engelska författade Larra en historisk roman, El doncel de Don Enrique el Doliente, dramerna Macías och El conde de Fernán González samt sedekomedin No más mostrador. Colección de articulos de costumbres et cetera i 5 band är av stort intresse. Under titeln Obras de Figaro utkom Larras samlade arbeten 1837, 1884 och även senare.